# Буди хуман
Хуманитарна фондација „Буди хуман — Александар Шапић” је основана 2014. године, а почела са радом јуна месеца, са циљем да се помогне, пре свега, деци, одраслима, удружењима и установама из Србије којима је помоћ неопходна. Оснивач је Александар Шапић, актуелни градоначелник Београда и прослављени ватерполиста који је све медаље освојене на такмичењима у играчкој ватерполо каријери продао у хуманитарне сврхе, а прикупљени новац уплатио корисницима фондације „Буди хуман”.

## Програм
У складу са мотом Фондације једнака шанса за све, начин рада Фондације, омогућио је свим својим корисницима да кроз јединствен систем дођу до потребних средстава за излечење.
Подаци о сваком кориснику фондације „Буди хуман” истакнути су на сајту Фондације и у сваком моменту је могуће пратити колико новца је кориснику уплаћено, као и колико новца недостаје за његово лечење.
Хуманитарна фондација „Буди хуман – Александар Шапић” је за кратко време, захваљујући систему који је транспарентан и јавно доступан свима, успела да постане једна од најкредибилнијих хумнаитарних организација у овом делу Европе. Више стотина деце и одраслих из Србије су корисници Фондације, помоћ се прикупља за многобројне установе и удружења, а организоване су и посебне хуманитарне акције.
Сви корисници фондације имају исти третман због тога што се једнака шанса даје свима којима је помоћ потребна, а са друге стране даваоцима средстава пружена је сигурност да ће помоћ отићи онима којима је намењена. У Фондацији се свима посвећује једнака пажња, не фаворизује се ничији проблем, већ је грађанима остављена могућност да сами одлуче коме и колико ће помоћи.
Од почетка рада Фондације прикупљено је више стотина милиона динара са више од два милиона пристиглих СМС порука.

## Начин рада
Хуманитрарна фондација „Буди хуман – Александар Шапић” има једну мисију – да помогне онима који сами себи не могу помоћи.
Свако ко дође да потражи помоћ преко фондације, уз приложену медицинску документацију, потписује уговор са Фондацијом и тог момента добија свој јединствени број на заједничком СМС броју 3030, подрачуне, рачуне, као и профил на сајту. Оно што рад Хуманитарне фондације  разликује од других хумантираних организација јесте чињеница да физичка лица ни у једном моменту не долазе у контакт са новцем који се за њих прикупља, већ се новац налази на подрачунима корисника. Када се прикупи довољно средстава, новац се уплаћује на рачун здравствене установе у којој је потребно извршити интервенцију, или на рачуне установа које корисницима обезбеђују медицинска помагала, терапије, рехабилитације...
Поверење грађана Србије фондација „Буди хуман” стекла је управо транспарентношћу и јасним правилима о томе како се користи прикупљени новац, јер су начином рада Фондације заштићени како корисници, тако и људи великог срца који новац донирају.
Корисник је у могућности да располаже са апсолутно свим новцем прикупљеним од СМС порука са његовог јединственог броја, тек од момента када оператер мобилне телефоније уплати новац на рачуне Фондације. Без обзира на то што су рачуни и подрачуни у власништву фондације „Буди хуман”, она не узима никакав проценат од прикупљених средстава на име корисника.

## Начини помоћи
Посета сајта фондације „Буди хуман” јесте први корак како би се свако, ко жели да помогне, информисао на који начин и како одређеном кориснику може уплатити новац. Сваки од корисника има свој профил на сајту Фондације. Профили садрже јединствене СМС бројеве корисника, њихове подрачуне, као и информације због чега је кориснику неопходна наша помоћ.
Постоји више начина да се кориснику уплати новац:
- Слањем СМС поруке са садржајем: јединствен хуманитарни број корисника на број 3030,[4]
- Уплатом на динарски рачун,
- Уплатом на девизни рачун,
- Уплатом преко интернетa,
- Помоћ из дијаспоре: - Швајцарска - СМС са садржајем „хуман” и јединственим бројем корисника на број 455.

Слањем СМС поруке са бројем 1 на 3030 донира се новац на рачун Фондације. Са тог заједничког рачуна се сав донирани новац, дели на једнаке делове свим корисницима.

## Помоћ деци и одраслима
Деца су, нажалост, најбројнији корисници Хуманитарне фондације „Буди хуман – Александар Шапић”. Више од стотину деце је до сада захваљујући људима добре воље, послато на лечење, омогућена им је терапија или рехабилитација, а Фондација се већ годинама уназад свакодневно бори за више стотина деце којима је помоћ неопходна како би дошли до жељно чеканог излечења.
Помоћ се у фондацији „Буди хуман”, на једнак начин и са истом шансом, прикупља и за све одрасле грађане Србије којима је она потребна.

## Помоћ удружењима
У целој Србији постоји много удружења која се баве хуманитарним радом, а која су своје деловање и активности посветили помоћи најугроженијим члановима нашег друштва. Хуманитарна фондација „Буди хуман – Александар Шапић” успешно прикупља новац за неколико удружења која се баве особама са посебним потребама.

## Помоћ здравственим установама
Многе здравствене установе у Србији су у веома лошем стању што се, нажалост, неретко директно одражава на квалитет услуге који се пружа њиховим пацијентима. Преко Хуманитране фондације „Буди хуман – Александар Шапић” могуће је помоћи  многим медицинским установама како би оне могле да обезбеде основна средства за рад, набаве опрему и боље обављају свој посао.

## Посебне акције
Хуманитарна фондација „Буди хуман – Александар Шапић” са различитим друштвеним организацијама, појединцима и медијима, такође, спроводи  посебне хуманитарне акције и на тај начин омогућена је и подршка ширим категоријама друштва.

## Хуманитарне кутије
Свим друштвено одговорним компанијама омогућено је да, постављењем хуманитарних кутија фондације “Буди хуман” у својим продајним објектима, учествују у прикупљању новчаних средстава за све кориснике Фондације.

## Амбасадори добре воље
Рад фондације „Буди хуман” подржавају многе истакнуте јавне личности, као „амбасадори добре воље”, који долазе из различитих свера јавног живота, користе свој утицај у друштву да подсете и апелују на то колико је укључивање свих појединаца у хуманитарни рад значајно за оне којима је помоћ најпотребнија.
- Сека Алексић, естрадна уметница
- Јова Радовановић, глумац, музичар и комичар
- Драгутин Топић, спортиста-атлетичар
- Сара Јовановић, певачица
- Милан Ђурђевић, музичар
- Ирина Вукотић, ТВ водитељка
- Жељко Васић, музичар
- Огњен Амиџић, ТВ водитељ
- Даница Максимовић, глумица
- Група Легенде, музичка група
- Душан Савић, спортиста-фудбалер
- Љубиша Самарџић, глумац
- Бојан Маровић, певач
- Андрија Милошевић, глумац
- Бане Мојићевић, певач
- Снежана Ђуришић, певачица народне музике
- Андреа Лекић, спортиста-рукометашица
- Андреј Кулунџић, возач и водитељ
- Радош Бајић, глумац, редитељ и сценариста
- Иван Бекјарев, глумац
- Стефан Капичић, глумац
- Тијана Дапчевић, певачица
- Игор Ракочевић, спортиста-кошаркаш
- Љиљана Благојевић, глумица
- Тропико бенд, музичка група
- Ана Бекута, певачица
- Александар Радојичић, глумац
- Весна Дедић, ТВ водитељка
- Дејан Луткић, глумац
- Раде Шербеџија, глумац
- Мирко Алвировић, новинар
- Игор Ковачевић, Професор физичког васпитања и спорта